# Steele Bishop
Steele Roy Bishop (Perth, 29 de abril de 1953) es un deportista australiano que compitió en ciclismo en la modalidad de pista.
Ganó una medalla de oro en el Campeonato Mundial de Ciclismo en Pista de 1983, en la prueba de persecución individual. En 1985 fue condecorado con la Medalla de la Orden de Australia (OAM).

## Medallero internacional
| Campeonato Mundial | Campeonato Mundial | Campeonato Mundial | Campeonato Mundial         |
| Año                | Lugar              | Medalla            | Competición                |
| ------------------ | ------------------ | ------------------ | -------------------------- |
| 1983               | Zúrich (Suiza)     | Medalla de oro     | Persecución individual (P) |